# 林森格里希特
林森格里希特是德国黑森州的一个市镇。总面积29.82平方公里，总人口9822人，其中男性4825人，女性4997人（2011年12月31日），人口密度329人/平方公里。